# Frigga simoni
Frigga simoni är en spindelart som först beskrevs av Lucien Berland 1913.  Frigga simoni ingår i släktet Frigga och familjen hoppspindlar. Inga underarter finns listade i Catalogue of Life.